# Сойка чагарникова
Сойка чагарникова (Aphelocoma coerulescens) — вид горобцеподібних птахів родини воронових (Corvidae). Поширений у Північній Америці.

## Поширення
Ендемік американського штату Флорида. Його природним середовищем існування є флоридський скраб, екосистема, яка існує лише в центральній частині Флориди і характеризується бідними поживними речовинами ґрунтами, випадковими посухами та частими лісовими пожежами.

## Опис
Сойка чагарникова має довжину тіла 28 сантиметрів. Потилиця, мантія, верхівки крил і хвіст яскраво-блакитні. Спина, низ і лоб сірі. Знизу зрізу темна смуга. Кришки вух і нижні сторони крил і хвоста темні, як і райдужка, дзьоб і ноги.

## Загрози та захист
Популяція виду скоротилася приблизно на 90 відсотків у 20 столітті через знищення середовища існування. У 1975 році Флоридська комісія з охорони рибних ресурсів і дикої природи включила його до списку видів, що перебувають під загрозою зникнення, а в 1987 році Службою рибного господарства та дикої природи США. Запаси виду ретельно контролюються та вивчаються. Для цього тварин окільцьовують кольоровими кільцями, щоб можна було ідентифікувати особин у бінокль. Середовище існування охороняється або відновлюється.